# 钢铁路街道 (邢台市)
钢铁路街道，是中华人民共和国河北省邢台市信都区下辖的一个乡镇级行政单位。

## 行政区划
钢铁路街道下辖以下地区：
邢钢社区、韩演庄社区、育才街社区、长征社区、百虎社区、贾村社区、前进社区、胜利社区、太行社区、葛庄村、西董村和东董村。